# Histoire de l'urbanisme à Égletons
Cet article traite de différents aspects de l'urbanisme à Égletons, une ville de Haute Corrèze, dans le département homonyme, dans le Massif central.

## 1929-1944

### La loi Cornudet
Charles Spinasse (1893-1979), maire de la ville nouvellement élu, est sensible aux questions urbaines. Il est nourri par ses voyages, notamment ceux effectués aux États-Unis. Il met en place à Égletons un projet d'aménagement, d'embellissement et d'extension conformément à la loi du 14 mars 1919 dite « loi Cornudet ». Complétée le 19 juillet 1924, cette loi est considérée comme le premier document de planification urbaine.
Pour les communes dépassant les 10 000 habitants, la loi prescrivait l’établissement de projets d'aménagement, d'embellissement et d'extension. Les communes possédant un intérêt particulier comme
une vitesse excessive d'accroissement de population, un caractère pittoresque ou celles ayant subi des dommages de guerre, pouvaient également se doter d’un tel document de planification.
Lors de l’application de la loi Cornudet, Égletons ne comptait que 1 850 habitants.
Le document d’urbanisme comportait un plan où figuraient les voiries, les espaces publics à créer ainsi que des zones réservées. Un règlement fixant entre autres les règles d’implantation accompagnait le plan.

« Au flanc des coteaux que domine notre clocher, il convenait de tracer d’abord, suivant les règles d’un urbanisme respectueux du site, le cadre où viendraient tout naturellement s’insérer les quartiers nouveaux que l’on pensait à créer et les bâtiments publics que l’on se proposait d’édifier. L’urbaniste, en effet, doit toujours précéder l’architecte. Son rôle embrasse la mise en valeur du pays tout entier. Aucun détail n’est à ses yeux négligeable : le ciel, les arbres, l’eau, les accidents de terrain et les constructions publiques et privées, tout doit concourir à l’harmonie générale. »

— Charles Spinasse, Bulletin municipal, 1935. P 1
.

### Les maîtres d'œuvre
C'est le cabinet Robert Danis qui est chargé de l'étude et de sa mise en œuvre avec René Blanchot qui créera sa propre agence en 1936, le stade d’Égletons étant une de ses premières réalisations.

### L'axe de composition
L’axe de composition est un tracé régulateur permettant de monumentaliser l’entrée de la ville et d’articuler plusieurs édifices publics :
- Le groupe scolaire Albert-Thomas (actuel collège), conçu par les architectes Auberty et Merpillat en 1929, est l’élément à partir duquel s’ordonne l’axe de composition.
- Le Foyer des campagnes (actuel cinéma) s’élève dès 1936 comme articulation entre le centre ancien et l’esplanade. Œuvre de l’architecte Robert Danis, l’édifice est construit contre terrier et offrait, à l’origine, aux promeneurs un belvédère.
- Le stade municipal construit par l’architecte René Blanchot en 1936 lui fait face. L’ouvrage répond lui aussi à une préoccupation sociale. en effet Après l’éducation, symbolisée par la construction du collège et la culture intellectuelle matérialisée par le Foyer des campagnes, Charles Spinasse offre à sa ville un équipement consacré à la culture du corps, le stade de rugby (actuel stade François-Chassaing).

### Les places publiques
- Entre le groupe scolaire Albert-Thomas et le Foyer des campagnes, un vaste parterre engazonné épousant la pente naturelle du site est aménagé. Cet espace de promenade, aujourd’hui appelé esplanade Charles-Spinasse, était à l’origine agrémenté d’une fontaine.
- Entre l’église et le presbytère s’élevait le marché couvert. Ce portique, œuvre de René Blanchot datait de 1937, il servait d’entrée à la place de l’hôtel de ville.
- Charles Spinasse propose également la création de trois champs de foire. Le premier, destiné aux bœufs, se tient place du Marchadial (réutilisation d’une place existante). Les deux autres champs de foire sont implantés de part et d’autre du centre ancien, presque symétriquement par rapport à l’axe de composition. Le champ de foire aux veaux (place Henri Chapoulie) est créé à l’est de la ville. Plus qu’un espace destiné à la vente, c’est une nouvelle place publique orientée sur la mairie et bordée d’immeubles modernes. Le projet, dessiné par Robert Danis, date de 1934.

### Les boulevards
Des boulevards sont réalisés. Ces derniers sont des composantes essentielles dans l’aménagement du territoire.
- Le premier boulevard date de 1936. Il s’inscrit discrètement dans le paysage en s’adaptant à la topographie. Aux intersections stratégiques, des carrefours desquels partent des rues en étoile sont conçus. Certaines places étaient agrémentées en leur centre d’une fontaine lumineuse en béton moulé de huit mètres de haut.
- Le second boulevard, commencé en 1936 tout comme le précédent, ne fut pas achevé. La trame des boulevards sert de support aux nouveaux établissements publics, noyaux d’urbanisation.
- C’est ainsi que s’élève en 1933 l’École nationale professionnelle (ENP), œuvre de l’architecte Robert Danis. L’établissement, conçu comme une école de plein air, est composé de plusieurs édifices. Répartis symétriquement depuis un axe nord/sud, ces derniers sont construits sur des terrasses artificielles talutées.
- En accompagnement de l’ENP, le maire de la ville commande en 1933 à l’Office public d’habitat la réalisation d’une cité-jardin : la cité Bachellerie (nommé d'après Barthelémy Bachellerie). Celle-ci est également l’œuvre de Robert Danis.

## 1944-1977

### La reconstruction
Le 10 juillet 1940 à Vichy, face à la débâcle française, Charles Spinasse, alors député de la Corrèze,  vote les pleins pouvoirs au maréchal Pétain et soutient ensuite le régime de Vichy. Durant cette période troublée, le maire d’Égletons est mis de côté par sa famille politique, la SFIO. Bien qu’occupant toujours sa fonction de maire, il vit à Paris. Jugé le 22 octobre 1945, il fut condamné à l’inéligibilité. À la fin de la guerre, Égletons, qui a connu de durs combats en août 1944, est une ville en ruines. Le nouveau maire Jean-Baptiste Gautherie entreprend les projets de reconstruction et redonne à la cité sa physionomie d'avant-guerre :
- l'hôtel de ville, détruit par les bombardements d’août 1944, est restauré dès 1947 ; à partir de 1952, le nouveau maire, Pierre Caraminot, lance la construction d’une nouvelle mairie ; celle-ci, réalisée par l'architecte Saule, intègre les ruines du précédent bâtiment ;
- la place Henri-Chapoulie et l'alignement urbain, eux aussi détruits, lui faisant face sont reconstruits dès 1946 ;
- en 1956 la restauration de l'église s'achève par la création de vitraux contemporains[1] L'Eau et le Pain, nourriture de l'âme par les maîtres-verriers Claude Blanchet et Jean-Pierre Lesage (Boulogne-Billancourt).

L'ensemble des verrières de l'église d'Égletons est protégé au titre des monuments historiques depuis le 5 octobre 2012.

### La continuité
De nouvelles réalisations, inscrites pour l’essentiel en continuité avec le projet d’urbanisme adopté dans les années 1930, sortent progressivement de terre :
- l’École d’Application aux métiers des Travaux Publics (EATP) est installée à Égletons en 1943. Le projet, réalisé sous les mandats de Jean-Baptiste Gautherie puis de Pierre Caraminot, est l'œuvre de l’architecte René Blanchot. Les différents bâtiments ont été construits par les étudiants en utilisant les techniques de préfabrication ;
- la cité-jardin Antoine-Guinot (nommé d'après Antoine Guinot, maire d'Égletons) accompagne l’installation de l’EATP. Construite sous le mandat de Pierre Caraminot, entre 1950 et 1951, elle est l’œuvre de René Blanchot. Les techniques utilisées pour la construction des bâtiments sont les mêmes qu’à l’EATP ;
- l’accroissement du nombre d’étudiants nécessite la construction d’internats. Le premier établissement, prévu dès 1958 pour loger 400 garçons, semble être la première réalisation de l’architecte Benoit Danis à Égletons ;
- un nouveau cimetière est créé en 1961. Ce dernier, œuvre de l’architecte Armand Varieras, était déjà prévu dans le plan d’urbanisme de 1929. Il a été réalisé sous le mandat de Jean Guinot, maire d’Égletons depuis le décès de Pierre Caraminot en 1959.

### Terminer l'œuvre
Le décès de Pierre Caraminot entraîne des élections cantonales partielles. Celles-ci donnent l’occasion à Charles Spinasse, alors amnistié par la loi du 6 août 1953, de rejouer un rôle politique en Corrèze. En 1965, il remporte les élections municipales d’Égletons. Charles Spinasse poursuit les projets initiés par la municipalité antérieure :
- il achève entre 1967 et 1970 la construction du second internat, œuvre de l’architecte Benoit Danis. L’édifice fut surnommé « le paquebot » ;
- rapidement, Charles Spinasse lance de nouveaux travaux destinés, entre autres, à parachever son projet d’urbanisme : création en 1967 d’un établissement d’enseignement secondaire, ouverture en 1968 d’un centre AFPA (Agence nationale pour la formation professionnelle des adultes), création en 1969 d’un institut universitaire de technologie Génie civil ;
- Charles Spinasse poursuit également la construction de cités-jardins, il fait construire en 1974 un nouveau complexe sportif et, en 1976, fait aménager un centre équestre ;
- l’aboutissement de cette période est sans conteste la construction du domaine du Lac. Le bâtiment principal, flirtant avec le lac, est l’œuvre de Roland Schweitzer. L’édifice, construit en béton, se compose de plusieurs volumes rectangulaires s’organisant autour de patios. Il se prolonge sur le lac grâce à une élégante passerelle créant une remarquable ligne horizontale sur le lac.

## 1929-1944 - vers une identité
La période de l’entre-deux-guerres est marquée par la construction de villas dont les caractéristiques confèrent à Égletons une véritable identité. Construites en complément du projet d’urbanisme, les villas respectent l’orientation des parcelles et adoptent les mêmes techniques de mise en œuvre employées à l’édification des établissements publics.
La période de l’après-guerre n’a pas généré de nouvelle typologie d’habitat, les modèles employés sont très proches de ceux de l’entre-deux-guerres. L’habitat individuel reste marqué par une certaine sobriété. La différence essentielle est l’abandon progressif de la pierre d’Eyrein remplacée par des maçonneries d’agglomérés enduits.
L’identité d’Égletons se retrouve également transposée dans les détails des menuiseries et des ferronneries.
La ville possède un riche éventail de portails d’entrée, de barrières de clôture, de portes et de garde-corps Art déco. Les décors géométriques, caractéristiques de l’époque, apportent subtilité et variété aux espaces publics. Ils répondent à la volonté de Charles Spinasse de doter Égletons d’un style propre.

## Sources
- Égletons, une ville au XXe siècle. Exposition (commissaires : Régis Delubac et Nicolas Courteix) août 2009 - mai 2010.
- Granit, béton, ardoise. L'architecture du XXe siècle à Egletons (par Nicolas Courteix). Livret paru en septembre 2009 (Service Patrimoine de la Ville d'Egletons/DRAC Limousin).
- L’architecture au XXe siècle en Corrèze (DRAC Limousin).
- Régis Delubac, De la valeur d'usage à la patrimonialisation, l'architecture du XXe siècle à Égletons, Formation AUE,. École de Chaillot/ENPC, juillet 2009.
- Égletons, urbanisme et patrimoine bâti du XXe siècle. Cours  de Licence Pro 3e année Diagnostic Maintenance et Réhabilitation du Patrimoine 2010-2011 (chargé de cours : Nicolas Courteix).